# یون چرپوفسکی
یون چرپوفسکی (روسی: Евгений Николаевич Череповский؛ ۱۷ اکتبر ۱۹۳۴ – ۱۲ ژوئیهٔ ۱۹۹۴) ورزشکار شمشیربازی اهل اتحاد جماهیر شوروی سوسیالیستی بود.
وی در مسابقات کشوری و بین‌المللی در مجموع برندهٔ ۱ مدال برنز شده‌است.